# (16069) Marshafolger
(16069) Marshafolger (1999 RS95) – planetoida z pasa głównego asteroid okrążająca Słońce w ciągu 4,04 lat w średniej odległości 2,53 j.a. Odkryta 7 września 1999 roku.